# Peter I. von Schwanden
Peter I. von Schwanden (OSB) (* 13. Jahrhundert; † 19. Juni 1280) war von 1277 bis 1280 der 19. Abt des Klosters Einsiedeln.

## Leben
Vor seiner Abtswahl wird Peter urkundlich als Kustos bezeichnet. Ansonsten wird er urkundlich nicht erwähnt.
Abt Peter I. starb bereits drei Jahre nach seinem Amtsantritt auf gewaltsame Weise. Nach den Annalen starb er scheinbar durch einen Blitzeinschlag.
Petrus abbas fulmine percussus est in ecclesia que est in civitate Zuge; (deutsch Abt Peter wurde in einer Kirche in der Stadt Zug vom Blitz getroffen).